# Platydesmus excisus
Platydesmus excisus är en mångfotingart som beskrevs av Chamberlin 1952. Platydesmus excisus ingår i släktet Platydesmus och familjen Platydesmidae. Inga underarter finns listade i Catalogue of Life.